# Несение креста (картина Босха, Мадрид)
«Несение креста» — одна из трёх картин нидерландского художника Иеронима Босха с одинаковым названием. Две другие работы находятся в Генте и Вене.

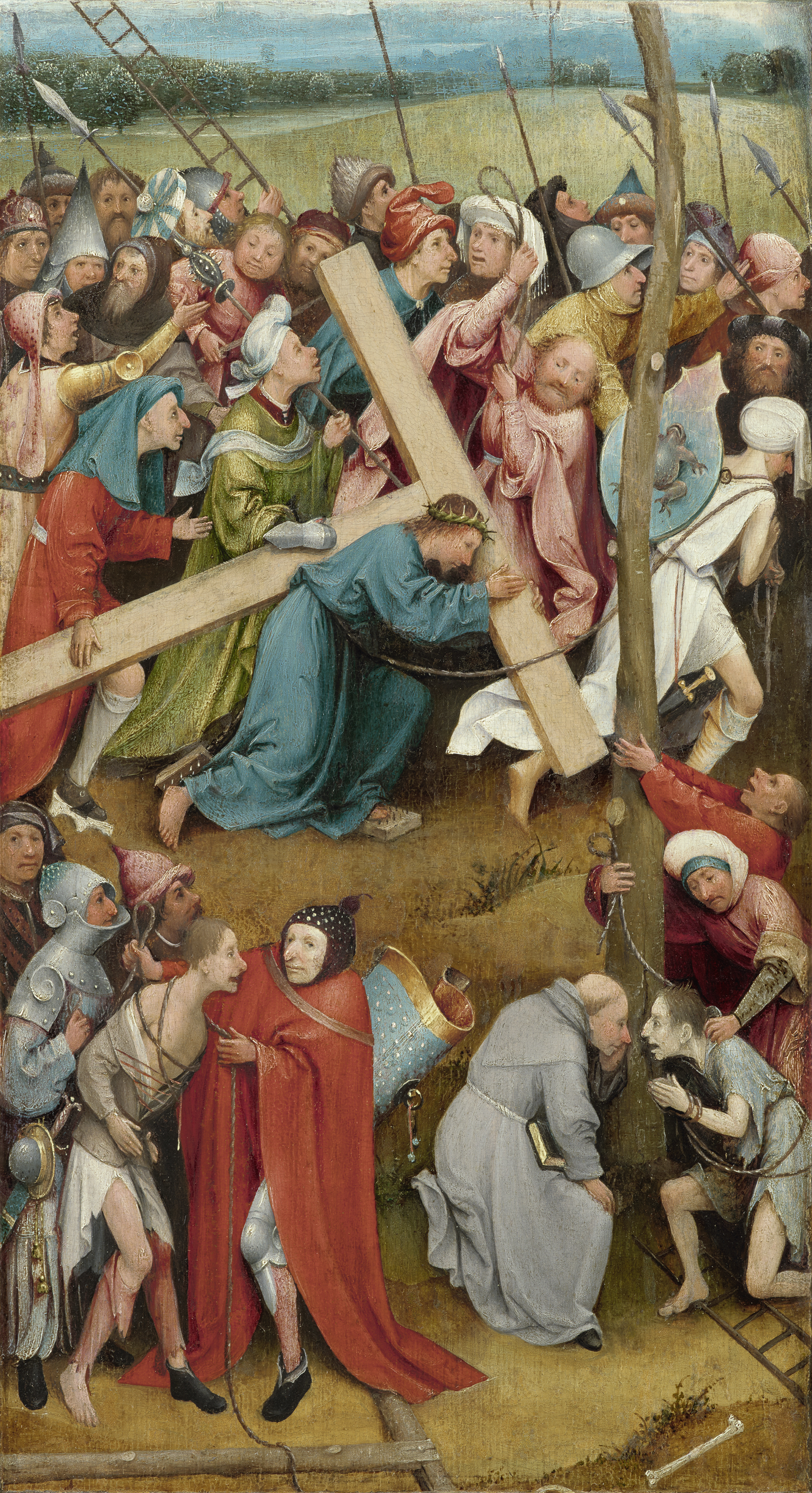
Несение креста. 1490—1500. Музей истории искусств. Вена
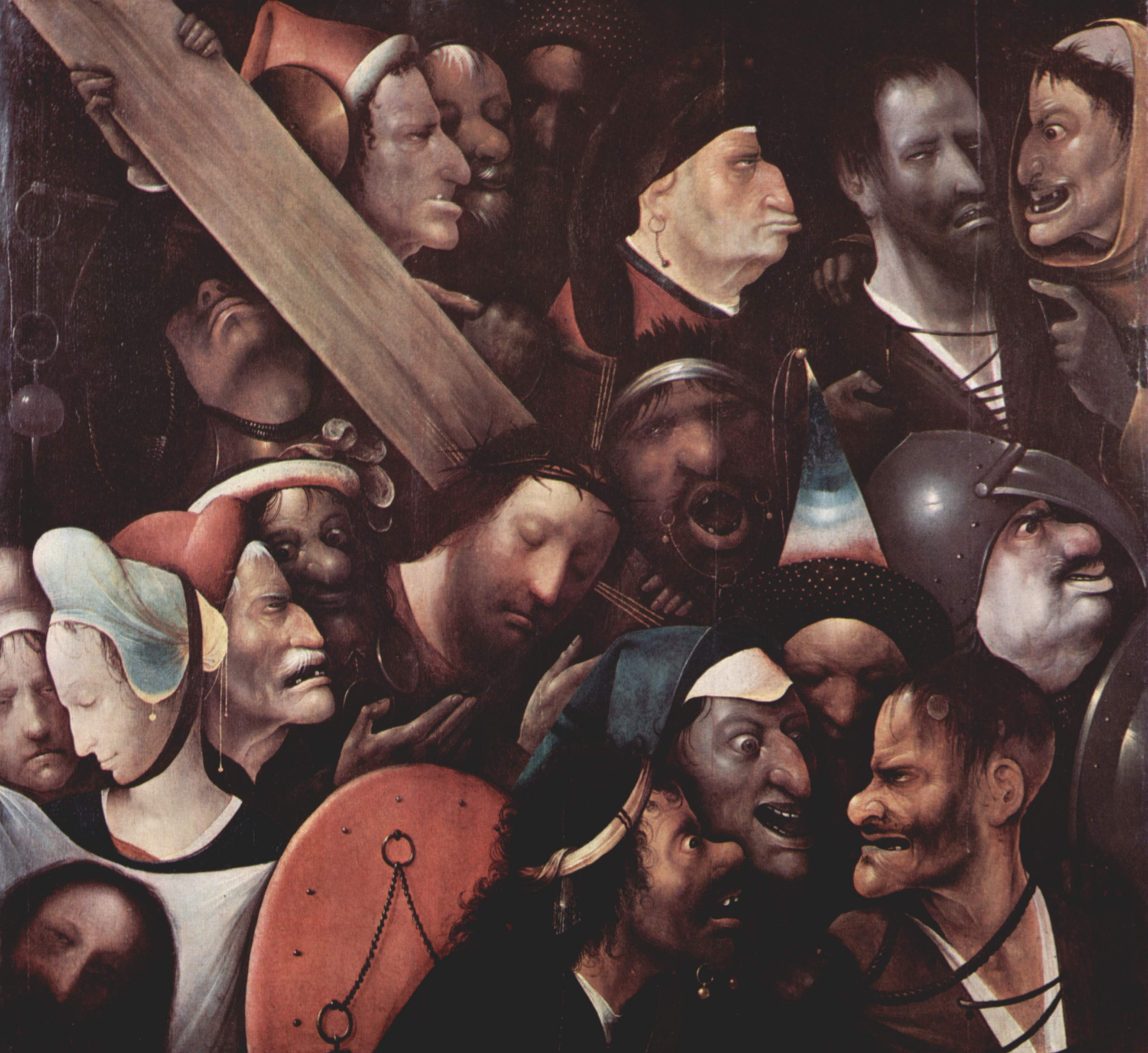
Несение креста. Музей изящных искусств. Гент

В 1574 г. Филипп II подарил эту картину монастырю в Эскориале.
Весь первый план занимает фигура Христа, который престарелый Симон Киринеянин в белых одеждах (возможно, скрытый портрет донатора) пытается приподнять, чтобы облегчить его ношу. Уродливые лица палачей, поднимаясь плавными ярусами, занимают весь левый край картины. В отдалении на руки апостола Иоанна оседает сражённая горем Мария.
Падающая под тяжестью креста фигура Христа, его укоряющий взгляд, обращённый к зрителям, — всё нацелено на эмоциональное сопереживание, культивируемое «новым благочестием».